# توماس كيتولا
توماس كيتولا (بالفنلندية: Tuomas Ketola) مواليد 21 فبراير 1975 في توركو، هو لاعب كرة مضرب فنلندي سابق بدأ مسيرته كمحترف سنة 1994. أعلى تصنيف له في الفردي كان المركز الـ 130 في سنة 1998. أعلى تصنيف له في الزوجي كان المركز الـ 76 في سنة 1998.

## روابط خارجية
- توماس كيتولا على موقع رابطة محترفي التنس (الإنجليزية)
- توماس كيتولا على موقع الاتحاد الدولي لكرة المضرب (الإنجليزية)
- توماس كيتولا على موقع كأس ديفيز (الإنجليزية)
- توماس كيتولا على موقع خلاصة التنس.كوم (الإنجليزية)